# なまらぶ♡
『なまらぶ♡』は、2019年4月7日から2022年3月27日までSTVラジオで放送されていたラジオ番組である。

## 放送時間

### ラジオ
| 放送対象地域 | 放送局名         | 放送期間                     | 放送時間                                                             | 放送時間変遷 |
| ------------ | ---------------- | ---------------------------- | -------------------------------------------------------------------- | --- |
| 北海道       | STVラジオ 制作局 | 2019年4月9日 - 2022年3月27日 | 毎週月曜（日曜深夜） 01:30 - 02:00 （2020年10月4日 - 2022年3月27日） | - 毎週月曜（日曜深夜） 03:00 - 03:30 （2019年4月8日 - 2020年3月29日） - 毎週月曜（日曜深夜） 02:00 - 02:30 （2020年4月5日 - 2020年9月27日） |

### インターネット配信
| 配信サイト         | 配信期間                       | 時間                | 備考                                                                          |
| ------------------ | ------------------------------ | ------------------- | ----------------------------------------------------------------------------- |
| ニコニコチャンネル | 2019年4月7日 - 2022年3月27日   | 毎週日曜 19:00 更新 | 先行配信 有料会員限定                                                         |
| ニコニコチャンネル | 2019年4月8日 - 2022年3月28日   | 毎週月曜 19:00 配信 | 無料視聴                                                                      |
| ラジオクラウド     | 2019年4月8日 - 2022年3月28日   | 毎週月曜 19:00 配信 |                                                                               |
| YouTube            | 2019年10月28日 - 2022年3月28日 | 毎週月曜 19:00 配信 | 無料視聴 一週間限定でアーカイブ視聴可能 ベルガモ公式YouTubeチャンネルにて配信 |

### 放送時間の変更
| 2019年 | 2019年   | 2019年                    | 2019年                             |
| 回     | 放送日   | 放送時間                  | 変更内容                           |
| ------ | -------- | ------------------------- | ---------------------------------- |
| 31     | 11月3日  | 23:00 - 23:30             | 放送設備の保守作業を行うため。     |
| 34     | 11月24日 | 01:30 - 02:00（日曜深夜） | 放送設備の緊急保守点検を行うため。 |

| 2020年 | 2020年  | 2020年                           | 2020年                         |
| 回     | 放送日  | 放送時間                         | 変更内容                       |
| ------ | ------- | -------------------------------- | ------------------------------ |
| 48     | 3月1日  | 01:30 - 02:00（日曜深夜）        | 放送設備の保守作業を行うため。 |
| 79     | 10月4日 | 放送休止（AM放送（札幌圏）のみ） | 放送設備の工事を行うため。     |

## パーソナリティ
- パーソナリティは、全員北海道出身である。

| 名前                        | 生年月日               | 出身地 | 所属事務所                 |
| --------------------------- | ---------------------- | ------ | -------------------------- |
| 小山百代（こやま ももよ）   | 1995年11月30日（29歳） | 札幌市 | スターダストプロモーション |
| 花井美春（はない みはる）   | 1998年2月8日（27歳）   | 千歳市 | IAMエージェンシー          |
| 早坂領晏（はやさか れいあ） | ????年6月5日           | 函館市 | 青二プロダクション         |

## コーナー
なまらなまりぶ
リスナーにお題の北海道方言を使ったユニークな文章やせりふを送り、パーソナリティの3人がお題を読み上げる。
北海道の怖い話
北海道方言で疲れた、辛いを意味する「こわい」エピソードをパーソナリティーの3人が怖い話のような口調で読み上げるコーナー。
目指せ全市町村! 179調査隊!→目指せ全市町村! 179穴埋めクイズ!
パーソナリティの3人が、くじでひいた市町村にまつわる情報や思い出話、以前住んでいたなどを募集するコーナー。第29回の江別市から、くじでひいた市町村の穴埋めクイズをパーソナリティの3人が回答するものにリニュアルされたが、市町村に関する情報や思い出話の募集は引き続き行われ、同時に穴埋めクイズの問題も募集している。
第55回からコーナーは休止となったが、第59回にコーナーが再開された。
第97回から、パーソナリティである早坂領晏が「北海道観光マスター検定」に受験するにあたって、穴埋めクイズの後に「北海道アカデミッククイズ」が追加された。
- 市町村一覧

| 目指せ全市町村! 179調査隊! | 目指せ全市町村! 179調査隊! | 目指せ全市町村! 179調査隊! | 目指せ全市町村! 179調査隊! |
| 回                         | 放送日                     | 市町村                     | 備考 |
| -------------------------- | -------------------------- | -------------------------- | --- |
| 3                          | 2019年4月21日              | 共和町                     | |
| 5                          | 2019年5月5日               | 厚沢部町                   | |
| 7                          | 2019年5月19日              | 歌志内市                   | 同市出身のリスナーから、日帰り温泉の「チロルの湯」と、1984年に放送されたテレビドラマ『昨日、悲別で』のロケ地としても使われた「悲別ロマン座」を、町紹介と同時にを宣伝した。 |
| 9                          | 2019年6月2日               | 奈井江町                   | |
| 11                         | 2019年6月16日              | 網走市                     | |
| 13                         | 2019年6月30日              | 千歳市                     | パーソナリティである花井美春の出身地。 |
| 15                         | 2019年7月14日              | 足寄町                     | 同町出身のシンガーソングライターである松山千春の冠番組『松山千春のON THE RADIO』を、町紹介と同時にを宣伝した。                                                             |
| 17                         | 2019年7月28日              | 福島町                     | |
| 19                         | 2019年8月11日              | 室蘭市                     | |
| 21                         | 2019年8月25日              | 小平町                     | |
| 23                         | 2019年9月8日               | 礼文町                     | |
| 25                         | 2019年9月22日              | 根室市                     | |

| 目指せ全市町村! 179穴埋めクイズ! | 目指せ全市町村! 179穴埋めクイズ! | 目指せ全市町村! 179穴埋めクイズ! | 目指せ全市町村! 179穴埋めクイズ! |
| 回                               | 放送日                           | 市町村                           | 備考 |
| -------------------------------- | -------------------------------- | -------------------------------- | --- |
| 29                               | 2019年10月20日                   | 江別市                           | 2019年10月26日に北海道立埋蔵文化財センターにて行われたイベント『アートな考古学を知る・学ぶ4「縄文人に挑戦 -土偶をつくる-」』を、町紹介と同時にを宣伝した。 江別市のほかに、幕別町の穴埋めクイズも追加された。 |
| 31                               | 2019年11月3日                    | 下川町                           | |
| 33                               | 2019年11月17日                   | 浜中町                           | |
| 35                               | 2019年12月1日                    | 京極町                           | 北海道を中心に店舗を構えるコンビニエンスストア『セイコーマート』が販売しているミネラルウォーター「京極の名水」を、町紹介と同時にを宣伝した。                                                                  |
| 37                               | 2019年12月15日                   | 増毛町                           | |
| 41                               | 2020年1月12日                    | 西興部村                         | |
| 43                               | 2020年1月26日                    | 別海町                           | |
| 45                               | 2020年2月9日                     | 江差町                           | 1870年に創業した五勝手屋本舗が製造している「五勝手屋羊羹」を、町紹介と同時にを宣伝した。 |
| 47                               | 2020年2月23日                    | 秩父別町                         | |
| 49                               | 2020年3月8日                     | 函館市                           | パーソナリティである早坂領晏の出身地。 道南地区を中心に店舗を構えるハンバーガーショップ『ラッキーピエロ』が販売している「チャイニーズチキンバーガー」を、町紹介と同時にを宣伝した。                           |
| 51                               | 2020年3月22日                    | 浜頓別町                         | |
| 53                               | 2020年4月5日                     | 岩内町                           | リスナーから、なまら岩内事務局が運営しているウェブサイト『なまら岩内』を、町紹介と同時にを宣伝した。 |
| 59                               | 2020年5月17日                    | 厚岸町                           | |
| 61                               | 2020年6月1日                     | 清里町                           | 清里町にある宿泊施設「ホテル清さと」を、町紹介と同時にを宣伝した。 |
| 63                               | 2020年6月14日                    | 鷹栖町                           | 鷹栖町の名物であるトマトジュース「オオカミの桃」を、町紹介と同時にを宣伝した。 |
| 65                               | 2020年6月28日                    | 上砂川町                         | 2017年2月にオープンしたシェアハウス「上砂川シェアハウス」と宿泊施設「パンケの湯」、1984年に放送されたテレビドラマ『昨日、悲別で』のロケ地になった上砂川駅を、町紹介と同時にを宣伝した。                       |
| 67                               | 2020年7月12日                    | 北見市                           | |
| 69                               | 2020年7月27日                    | 滝川市                           | |
| 71                               | 2020年8月9日                     | 長万部町                         | 長万部町のゆるキャラである「まんべくん」を、町紹介と同時にを宣伝した。 |
| 73                               | 2020年8月23日                    | 初山別村                         | 初山別村にある「しょさんべつ天文台」を、村紹介と同時にを宣伝した。 |
| 75                               | 2020年9月6日                     | 赤井川村                         | 赤井川村にある「赤井川牧場ホピの丘」と、「赤井川 カルデラ温泉」を、村紹介と同時にを宣伝した。 |
| 77                               | 2020年9月20日                    | 余市町                           | 余市町にある「ニッカウヰスキー北海道工場余市蒸溜所」と、「フゴッペ洞窟」、町の名物であるリンゴジュース「りんごのほっぺ」を、町紹介と同時にを宣伝した。                                                        |
| 79                               | 2020年10月4日                    | 湧別町                           | 湧別町のご当地戦隊「湧別戦隊産業レンジャー」と、道の駅「道の駅愛ランド湧別・ファミリー愛ランドYOU」を、町紹介と同時にを宣伝した。                                                                             |
| 81                               | 2020年10月18日                   | 中札内村                         | |
| 83                               | 2020年11月1日                    | 妹背牛町                         | |
| 85                               | 2020年11月15日                   | 当麻町                           | 当麻町の名物である「でんすけすいか」と「当麻鍾乳洞」を、町紹介と同時にを宣伝した。 |
| 87                               | 2020年11月29日                   | 喜茂別町                         | 道の駅望羊中山の名物である「あげいも」を、町紹介と同時にを宣伝した。 |
| 89                               | 2020年12月13日                   | 壮瞥町                           | |
| 93                               | 2021年1月10日                    | 中川町                           | 中川町にある「中川町エコミュージアムセンター」と東京都世田谷区赤堤にあるアンテナショップ「ナカガワのナカガワ」を、町紹介と同時にを宣伝した。                                                                  |
| 95                               | 2021年1月24日                    | 興部町                           | JA北オホーツクから発売している「おこっぺアイス」と雪印メグミルクの興部工場で製造している「北海道コンデンスミルク」を、町紹介と同時にを宣伝した。                                                              |
| 97                               | 2021年2月7日                     | 伊達市                           | |
| 99                               | 2021年2月21日                    | 上富良野町                       | |
| 101                              | 2021年3月7日                     | 羽幌町                           | |
| 103                              | 2021年3月21日                    | 豊富町                           | 豊富町にある「豊富温泉」と、コンビニエンスストア『セイコーマート』が販売している牛乳を、町紹介と同時にを宣伝した。                                                                                            |
| 105                              | 2021年4月4日                     | 中標津町                         | 1979年に畑正憲が開園した「ムツ牧場」と、養老牛温泉を、町紹介と同時にを宣伝した。 |
| 107                              | 2021年4月18日                    | 津別町                           | |
| 109                              | 2021年5月3日                     | 岩見沢市                         | |
| 111                              | 2021年5月16日                    | せたな町                         | |
| 113                              | 2021年5月30日                    | 留寿都村                         | |
| 115                              | 2021年6月13日                    |                                  | |
| 117                              | 2021年6月27日                    |                                  | |
| 119                              | 2021年7月11日                    |                                  | |
| 121                              | 2021年7月25日                    |                                  | |
| 123                              | 2021年8月8日                     |                                  | |
| 125                              | 2021年8月22日                    |                                  | |
| 127                              | 2021年9月5日                     |                                  | |
| 129                              | 2021年9月19日                    |                                  | |
| 131                              | 2021年10月3日                    |                                  | |
| 133                              | 2021年10月17日                   | 佐呂間町                         | |
| 135                              | 2021年10月31日                   | 留萌市                           | |
| 137                              | 2021年11月14日                   | 上士幌町                         | |
| 139                              | 2021年11月28日                   | 旭川市                           | |
| 141                              | 2021年12月12日                   | 羅臼町                           | |
| 145                              | 2022年1月9日                     | 倶知安町                         | |
| 147                              | 2022年1月23日                    | 小清水町                         | |
| 149                              | 2022年2月6日                     | 富良野市                         | |
| 151                              | 2022年2月20日                    | 遠軽町                           | |
| 153                              | 2022年3月6日                     | 登別市                           | |
| 155                              | 2022年3月20日                    | 札幌市                           | |

DIP!! ショートショート
第29回から始まったショート朗読劇。2019年9月28日にSTVホールで行われたイベント『第1回なまらぶ♡秋の大収穫祭』の中で行われた『朗読劇 DIP!!』の続編ともいえるコーナー。
ストーリーは、パーソナリティの3人が役を務めるアイドルが、北海道の各市町村出身のアイドル「DIP!!」を179人募集し、全員揃ったらデビューができるという無理難題な課題を3人に課せられることになった。3人は「DIP!!」をデビューするために、北海道津々浦々を旅しながらメンバー探しに奮闘するというもの。
登場人物
- 大通 雪（おおどおり ゆき）

声 - 小山百代
- 空野 彼方（そらの かなた）

声 - 花井美春
- 五稜 桜子（ごりょう さくらこ）

声 - 早坂領晏
『なまらぶ♡』に言わせたい!
前述の「目指せ全市町村! 179穴埋めクイズ!」を休止を受けて、第55回から始まった特別コーナー。各パーソナリティに言わせたい台詞や、シチュエーションなどを披露する。
新コーナー考えました
第57回から始まった特別コーナー。その名の通り、新コーナーを提案するというもので、幾つかの案から試しにパーソナリティが実践していこうというもの。新コーナーの提案は、以下の通り。
| 回 | 放送日       | タイトル                         | 内容                                                                       |
| -- | ------------ | -------------------------------- | -------------------------------------------------------------------------- |
| 57 | 2020年5月3日 | ゆるくない選択                   | ついつい迷ってしまう二択をリスナーから募集し、パーソナリティが答えていく。 |
| 57 | 2020年5月3日 | 北海道勝手にキャッチコピー選手権 | 北海道の特産品などに、リスナーがキャッチコピーを考えて募集する。           |

北海道勝手にキャッチコピー選手権
前述の「新コーナー考えました」にて実験的に始まったコーナーがレギュラー化されたもので、第59回から開始された。
どさんこはっちゃきこき太郎
第84回から始まったコーナー。
for YOU♡
第114回から始まったコーナー。

## ゲスト
| 回 | 放送日         | ゲスト名               | 備考                                      |
| -- | -------------- | ---------------------- | ----------------------------------------- |
| 12 | 2019年6月23日  | 五十嵐裕美             | 2019年6月6日にニコニコ生放送にて先行配信  |
| 13 | 2019年6月30日  | 大空直美               |                                           |
| 38 | 2019年12月22日 | 五十嵐裕美・愛原ありさ | 2019年12月5日にニコニコ生放送にて先行配信 |

## イベント
| 公演年 | 日程    | タイトル                                                                   | 会場                         | ゲスト | 備考 |
| ------ | ------- | -------------------------------------------------------------------------- | ---------------------------- | --- | --- |
| 2019年 | 9月28日 | 第1回なまらぶ♡秋の大収穫祭                                                 | STVホール（札幌市）          | | 全2部公演 |
| 2020年 | 2月23日 | 第2回なまらぶ♡冬の大収穫祭in東京・大手町                                   | サンケイプラザ（東京都）     | 山下まみ | 全2部公演 ビデオ会議などで使われるアプリケーション『ZOOM』を活用した、インタラクティブ型ライブビューイングも同時に実施。 |
| 2020年 | 6月13日 | もよちゃんお帰り!イベント復活!なまらぶ♡オンライン大収穫祭                  | -                            | | ビデオ会議などで使われるアプリケーション『ZOOM』を活用したイベント。 デジタルお渡し会も同時に実施。                      |
| 2020年 | 9月13日 | なまらぶ♡秋のオンラインイベント「朗読劇DIP・どさんこアイドルプロジェクト」 | -                            | 全2部公演 ニコニコ生放送のみ配信。 デジタルお渡し会も同時に実施。                                                                        | |
| 2021年 | 2月7日  | DIPデビューライブ&るんるんバースデーイベント                               | -                            | 全2部公演。1部は「DIPデビューライブ」、2部は「るんるんバースデーイベント」を開催予定。 ニコニコ生放送のみ配信。 「Go To イベント」対象。 | |
| 2022年 | 3月21日 | なまらぶ♡大卒業式                                                          | Liveレストラン青山（東京都） | | |

## グッズ
| 販売日   | グッズ名                                                          | 備考 |
| 2019年   | 2019年                                                            | 2019年 |
| -------- | ----------------------------------------------------------------- | --- |
| 会員限定 | 開拓者魂カード                                                    | 番組有料会員限定 |
| 8月11日  | なまらぶ♡開拓者魂Tシャツ                                          | コミックマーケット96先行販売。 |
| 8月11日  | なまらぶ♡アクリルスタンド                                         | コミックマーケット96先行販売。 |
| 8月11日  | なまらぶ♡SDキャラブラインド缶バッチ                               | コミックマーケット96先行販売。 |
| 8月31日  | なまらぶ♡ 半年アーカイブ1章〜2019年度上半期〜 ダウンロードカード  | 「第1回なまらぶ♡秋の大収穫祭」イベント参加券付 |
| 2020年   |                                                                   | |
| 3月22日  | なまらぶ♡ 半年アーカイブ二章〜2019年度下半期〜 ダウンロードカード | 当初は、2020年3月21日から3月24日に開催予定だった『AnimeJapan 2020』のベルガモブースで行われるお渡し会で配布予定だったが、新型コロナウイルスの影響で『AnimeJapan 2020』が中止が決定し、2020年3月22日に急遽行われたデジタルお渡し会で配布され、4月1日に番組有料会員限定で先行販売され、ベルガモのオンラインショップでも発売された。 |
| 11月17日 | DIPクリスマスカード（十勝豚丼レトルト付き）                       | 12月7日まで限定販売。 「十勝豚丼レトルト」は、ベル食品の「十勝あぶり焼き豚丼」を使用している。 |
| 11月17日 | DIPクリスマスカード（南富良野カレーレトルト付き）                 | 12月7日まで限定販売。 「南富良野カレーレトルト」は、ベル食品の「みなみふらの地養豚カレー」を使用している。 |
| 2021年   |                                                                   | |
| 2月21日  | DIPデビュー記念缶バッチ                                           | 3月15日まで限定販売。 メンバー3人の3ショット缶バッチが2種類と、メンバー1人ずつの1ショット缶バッチの合計5種類を販売。5個コンプリートセットの購入者限定で、DIPロゴ缶バッチが貰える。 |
| 2月21日  | デビューイベントライブストリーミングカード                        | 3月15日まで限定販売。 2021年2月7日に、オンラインで行われたイベント「DIPデビュー記念デビューイベントライブ」のストリーミングカードを販売。 |

## その他
2020年4月19日（第55回）の放送回から新型コロナウイルスの感染防止のため、各パーソナリティの自宅からリモート収録を実施していたが、2020年6月14日（第63回）の放送回からスタジオ収録になった。